# بطولة تونس لألعاب القوى 1974
بطولة تونس لألعاب القوى 1974 هو الدورة 19 من بطولة تونس لألعاب القوى.

فاز بهذا الموسم الزيتونة الرياضية.

## روابط خارجية
- الموقع الرسمي للجامعة التونسية لألعاب القوى.